# بژژنکا شرزکا
بژژنکا شرزکا (به لهستانی:  Brzezinka Średzka) یک روستا در لهستان است که در گمینا مینکینگا واقع شده‌است.